# Serghei A. Gredescul
Serghei A. Gredescul (n. 1942, Harkov – d. 7 octombrie 2023, Ofakim, Israel) a fost un fizician sovietic ucrainean și israelian, specialist în fizica sistemelor neordonate, a fost profesor la Universitatea Ben-Gurion din Beer Sheva.

## Biografie
Serghei Andreevici Gredescul (Gredeskul) s-a născut în 1942 la Sverdlovsk, unde se aflau evacuați părinții săi în anii Marelui Război pentru Apărarea Patriei.
El se trăgea dintr-o familie de boieri români, Grădescu, originară din Moldova și care l-a  însoțit în Imperiul Rus pe Dimitrie Cantemir după înfrângerea lui Petru cel Mare de către turci la Stănilești. Familia a deținut moșii lângă Harkov, în Ucraina.Tatăl său era profesorul dr.Andrei Borisovici Gredescul care a fost specialist în domeniul sistemelor de frânare a automobilelor,și vreme de 30 ani a predat ca șef al catedrei automobile la Institutul de industrie rutieră din Harkov, iar mama sa, de origine evreiască, era Bella Semionovna Pesis. Unchiul tatălui său a fost juristul si fizico-matematicianul Nikolai Andreevici Gredescul (1865-1941), care a fost și membru in prima Dumă de stat a Imperiului Rus.., Gredescul a mai avut o soră, Olga.  
Dupa terminarea celui de-al Doilea Război Mondial, familia s-a întors în Ucraina. În 1967 Gredescul a absolvit Universitatea din Harkov(actualmente Universitatea Karazin), unde s-a specializat în fizică corpului solid, ca discipol al academicianului Ilia Mihailovici Lifșiț. În anii 1967 - 1972 a lucrat la Institutul fizico-tehnic al Academiei de Științe a Ucrainei. În anii 1972- 1991 a lucrat ca cercetător principal la Institutul Boris Verkin de fizică a temperaturilor joase al Academiei de Științe a Ucrainei.
În 1990 și-a susținut doctoratul.
În anul 1991 a emigrat în Israel unde între 1992-2012 a predat ca profesor de fizică la Universitatea Ben-Gurion din Beer Sheva,apoi după pensionare - profesor emerit.   

### Viața privată
Serghei Gredescul a locuit la Ofakim împreună cu soția lui, matematiciana Viktoria Gredescul, originară din Urali, care și ea a fost profesoară. apoi profesoară emerită la Universitatea Ben-Gurion, la facultatea de matematică.
La 7 octombrie 2023, soții Gredescul au murit împușcați în casa lor, de către teroriști din Hamas care au pătruns în orașul Ofakim.
Au lăsat un copil.

## Activitatea științifică
Gredescul a fost specialist în teoria sistemelor neordonate.   El a publicat în colaborare cu Ilya Lifșiț o monografie de referință în acest domeniu și peste 100 de articole științifice.

## Cărți
- Введение в теорию неупорядоченных систем / И. М. Лифшиц, С. А. Гредескул, Л. А. Пастур. — Москва : Наука, 1982.   : ил.; 22 см. tradusă în engleză:
- Introduction to the theory of disordered systems / Il’ya M. Lifshits, Sergeĩ A. Gredeskul a. Leonid A. Pastur ; Transl. from the Russ. by Eugene Yankovsky. — New York etc. : Wiley, Cop. 1988. — XVIII,  .
- cu V.D.Freiliher - Одномерная локализация и прохождение волн через случайные среды

Localizarea unidimensională și trecerea undelor prin medii aleatorii Editura Academiei de Științe a RSS Ucrainiene, Institutul de radiofizică și electronică, Harkov, 1989 
- cu L.A.Pastur și P.Șeba - Прохождение частиц и волн через среду с двухзонным законом дисперсии в присутствии случайных точечных рассеивателей

(Trecerea particulelor și a undelor printr-un mediu cu o lege de dispersie bizonală în prezența unor dispersoare punctuale aleatorii) Dubna, Institutul Unificat de cercetări nucleare, 1988 
- cu Viktoria M. Gredescul, V.V.Ieremenko, V.M.Naumenko -

Намагничивание и резонанс в ромбических антиферромагнетиках с взаимодействием Дзялошинского 
(Magnetizarea și rezonanța în antiferomagneții ortorombici cu interacțiunea Dzialoșinski) Editura Academiei de Științe a RSS Ucrainiene , Institutul fizico-tehnic de temperaturi joase, Harkov 1969
- Spectral characteristics of the impurity band in the structural disorder mode // J. Stat. Phys. 1985. T. 62;
- Плотность состояний вблизи флуктационной границы спектра одномерных несоизмеримых структур // ТМФ. 1985. Т. 62;

(Densitatea stărilor în apropierea limitei de fluctuație a spectrului structurilor unidimensionale necomensurate)
- Particle and Wave Transmission in One-Dimensional Disordered Systems // Surveys in Applied Mathematics. Boston, 1995;
- Suppression of Anderson Localization in Disordered Metamaterials // Physical Review Letters. 2007. Vol. 99. Iss. 19;
- Anderson localization in metamaterials and other complex media // Low Temperature Physics. 2012. Vol. 38. Iss. 7. (усі – у співавт.).

## Premii și onoruri
- 1985 - Laureat al Premiului de stat al Ucrainei.